# Ропуха монгольська
Ропуха монгольська (Strauchbufo raddei) — вид земноводних з монотипового роду Strauchbufo родини Ропухові (Bufonidae). Отруйна амфібія.

## Етимологія
Вид названо на честь німецького натураліста Густава Радде.

## Опис
Загальна довжина досягає 8,9 см. Спостерігається статевий диморфізм: самиці більші за самців. Разом з тим відмінності між розмірами тіла у самців і самиць виражені значно менше в порівнянні з іншими видами цього роду. Тулуб сплощений, з округло—загостреною спереду головою. Кінчик її іноді косо зрізаний від ніздрів. Паротиди сплощені, подовжено—овальної форми, сильно розширені у передній частині. Барабанна перетинка виражено чітко. Очі опуклі. Задні кінцівки короткі. Пальці відносно тонкі. Плавальна перетинка недостатньо розвинена, лише біля основи пальців. Горбки на пальцях майже завжди одинарні. Зовнішній п'ятковий горбок невеликий. Самці наділені непарним внутрішнім горловим резонатором. Шкіра зверху покрита численними бородавками різної величини, гладкими у самок, але часто з колючими шипиками у самців.
Малюнок забарвлення дуже мінливий. Плями різноманітної форми та розміру утворюють складний малюнок, який особливо чітко виражений у дорослих самиць. Уздовж середини спини проходить чітка світла смуга. Темні плями, найчастіше коричневого або каштанового, іноді темно—оливкового або зеленувато-сірого кольору, бляклі, розташовані на значно більш світлому фоні палевого, бежевого, світло—коричневого, світло—сірого, рідше золотавого кольору. Іноді плями вкривають майже усю поверхню спини. Крім великих бородавок, на тілі, часто всередині плям, є дрібні горбки переважно червонуватого кольору. Знизу забарвлення сіро—біле або жовтувате, плями на горлі і череві зустрічаються рідко. В цілому забарвлення цієї ропухи може коливатися від світло—пісочного до темно—оливкового залежно як від стану особин, так і характеру місцеперебування.

## Поширення
Населяє південь Східного Сибіру (о. Байкал, південь Читинської області, Бурятія) і Далекого Сходу (Амурська область, Хабаровський і Приморський краю) Російської Федерації, Корею, Монголію і Китай на південь до північно-східного Тибету і річки Хуанхе з її південними притоками.

## Спосіб життя
Полюбляє лісостепові і степові місцини, широкі заплави і долини річок й озер, міжгірські улоговини, скрізь віддаючи перевагу відкритим низинним місця. зустрічається у горах до висоти 3800 м над рівнем моря. Трапляється як на заболочених, так і на сухих ділянках, іноді на відстані в 1,5-2 км від найближчого водоймища. Вони дуже звичні на заливних куничниково-осокових та інших лугах, вербово-чагарникових заростях по берегах річок, в розріджених дібровах, але уникають великих лісових масивів. Нерідко мешкають на території дач, селищ і міст.
Активна у період розмноження денна, в інший період — сутінкова. Як схованки використовує тріщини у ґрунті, купини, зарості трави, коріння чагарника, лежачі предмети, нори, може ховатися на дні водойм у рослинності, іноді заривається у пісок. У селищах з настанням темряви збираються в місцях, освітлених електрикою, де полюють на комах.
Харчується мурашками, жуками, метеликами, бабками, прямокрилими, павуками і багатоніжками. Сеголетки поїдають переважно кліщів, попелиць й трипсів. Пуголовки споживають, головним чином, детрит і водорості, рідше тваринні корми.
На зимівлю йде у вересні — на початку жовтня. Зимує на суші в піщаному ґрунті, у норах гризунів, рідше під пеньками, копицями сіна, в підвалах і льохах, проте великих скупчень не утворюють.
Тривалість життя становить 10 років.

## Розмноження
Пробуджується наприкінці квітня — на початку травня при температурі повітря 14°С, води 10°С і вище.
Статева зрілість настає у віці 2—4 років. Розмножується у невеликих старицях і протоках глибиною до 50 см, калюжах глибиною до 15 см, що добре прогріваються, на заплавних луках, в невеликих озерцях. Великої глибини і швидкого плину тварини уникають.
Самиці приходять до водойм на 4—5 діб пізніше самців. Співаючі самці легко помітні завдяки світлим резонаторам, що роздувається наче куля. Їх досить гучні концерти добре чутні. Ропухи розташовуються у прибережній зоні (1—10 м) і на глибині до 20 см. Ікрометання проходить у травні—червні. Шнури довжиною в середньому 3—4 м відкладаються на підводні рослини або на дно водойми.
Плодючість самиці становить від 1070 до 4670 ікринок. Діаметр яйцеклітини 1,7—1,9 мм. Ікринки виходять з тіла самиці у вигляді двох шнурів. Поява личинок настає через 3—5 діб. Розвиток личинок охоплює 53—60 діб. Сеголетки довжиною близько 10—12 мм залишають водойми наприкінці червня — на початку серпня. Іноді вони розселяються у вигляді суцільної маси, і безліч ропушат гине, зокрема на дорогах.